# Avion à propulsion nucléaire
Un avion à propulsion nucléaire est un aéronef utilisant l'énergie nucléaire pour se déplacer. La recherche dans ce domaine a été développée durant la guerre froide par les États-Unis et l'URSS, dans le but d'obtenir des bombardiers nucléaires ayant un immense rayon d'action et la capacité à voler pratiquement indéfiniment, pour jouer un rôle de dissuasion nucléaire.
Aucun pays n'a fabriqué un tel engin (aéronef piloté) opérationnel. Il aurait permis d'assurer des missions à très longue distance au cœur du pays ennemi ou n'importe où sur Terre, et de faire peser une menace permanente de bombardement nucléaire en restant durablement en vol.
Un des principaux problèmes non résolus était la nécessité d'intégrer un lourd bouclier pour protéger l'équipage des radiations. Avec l'arrivée des missiles balistiques intercontinentaux, dans les années 1960, le besoin d'avions à propulsion nucléaire a fortement diminué et les différents projets ont été annulés. En raison de la dangerosité de cette technologie, elle n'a pas été envisagée pour une utilisation civile.

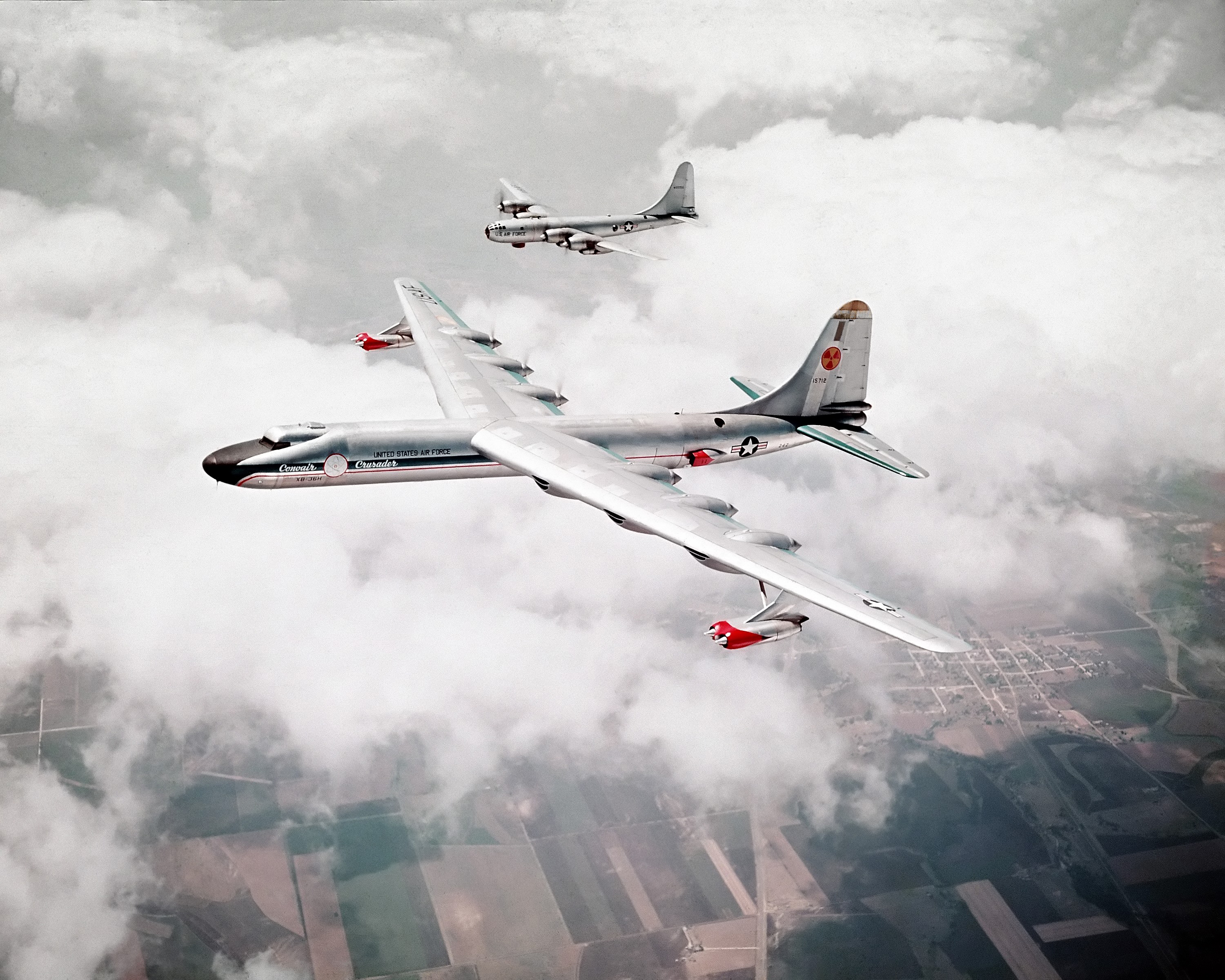
Le seul avion américain à avoir emporté un réacteur nucléaire fonctionnel a été le Convair NB-36H. Le programme a été annulé en 1958.

## Programmes américains

### NEPA et ANP
En 1946, le projet Nuclear Energy for the Propulsion of Aircraft (NEPA) est lancé par l'United States Air Force. Les études sont menées jusqu'en mai 1951, date à laquelle le NEPA est remplacé par le programme Aircraft Nuclear Propulsion (ANP). Le programme ANP finance l'étude de deux différents moteurs aéronautiques à propulsion nucléaire, le Direct Air Cycle de General Electric et l'Indirect Air Cycle de Pratt & Whitney. L'ANP inclut également le projet MX-1589 qui consiste en la modification par Convair de deux B-36, un des avions devant être utilisé pour étudier les besoins en boucliers anti-radiations pour un réacteur embarqué, l'autre avion devenant l'X-6. Le programme est cependant annulé avant la fin de la conception du X-6.
La première opération d'un avion utilisant l'énergie nucléaire est terminée le 31 janvier 1956, en utilisant un moteur J47 modifié de General Electric. Le programme Aircraft Nuclear Propulsion est annulé à la suite du discours annuel sur le budget du Président au Congrès, en 1961.
Le Laboratoire national d'Oak Ridge a dirigé des recherches (Aircraft Reactor Experiment) visant à produire un avion à propulsion nucléaire. Deux turbofans General Electric J87 ont fonctionné correctement à puissance maximale (réacteurs HTRE).

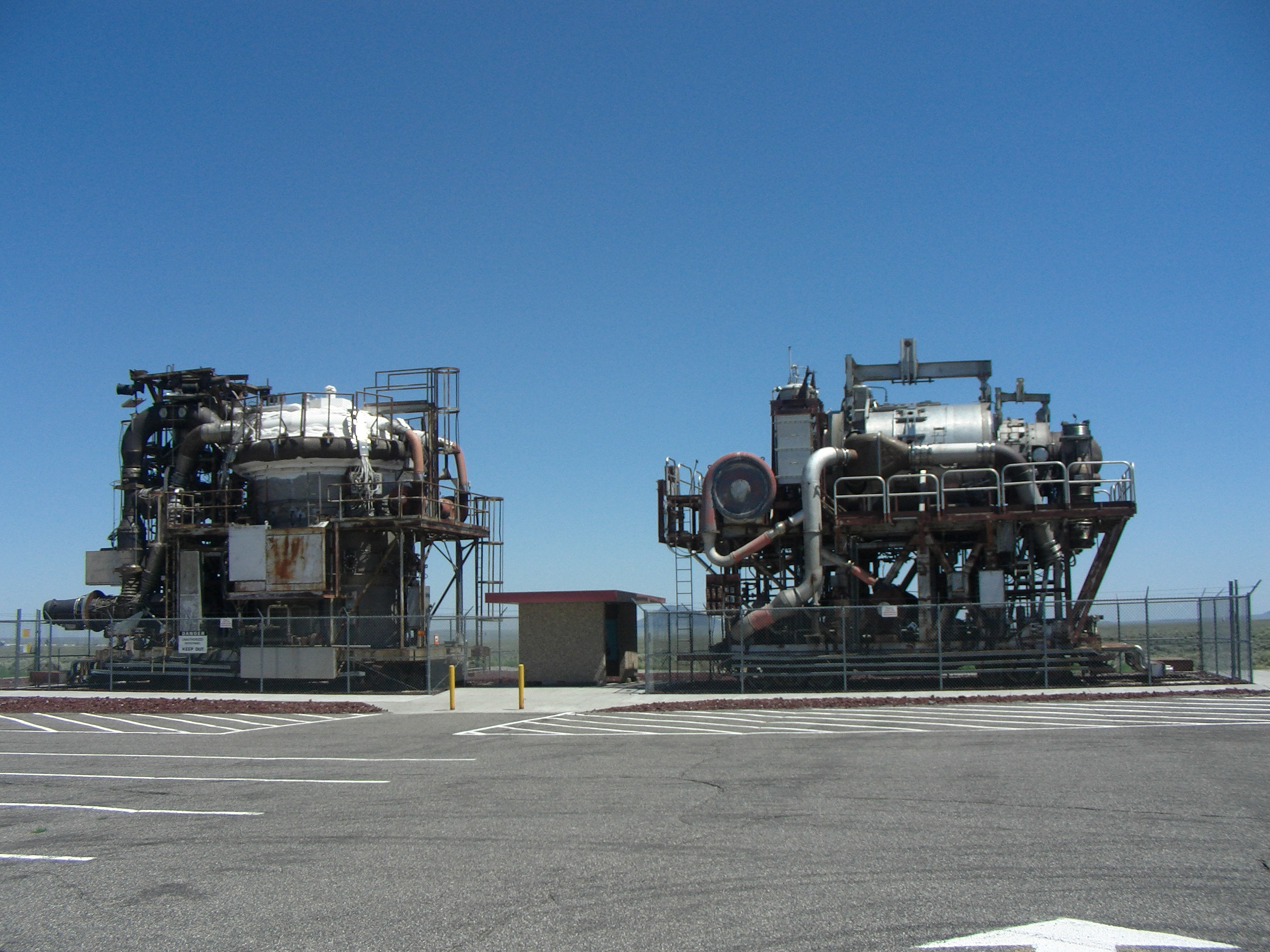
Réacteurs expérimentaux HTRE pour avion à propulsion nucléaire (HTRE 3 à gauche et HTRE 1 à droite) exposés à lIdaho National Laboratory près d'Arco, Idaho

Les États-Unis ont conçu ces moteurs pour être utilisés dans un nouveau bombardier, le WS-125. Eisenhower réduit ce projet et le projet NEPA en annonçant au Congrès qu'il n'y avait pas d'urgence pour ce programme. Le programme est définitivement annulé au début de la présidence de Kennedy.

### Projet Pluton
En 1957, l'Air Force et la Commission de l'énergie atomique des États-Unis s'associent avec le Laboratoire national Lawrence-Berkeley, pour étudier la faisabilité de l'utilisation de la chaleur produite par les réacteurs nucléaires pour faire fonctionner des statoréacteurs. Cette recherche est connue sous le nom de « Projet Pluto ». Les moteurs développés durant ce programme devaient faire voler un missile de croisière autonome, nommé SLAM pour Supersonic Low Altitude Missile. Le programme a fabriqué avec succès deux réacteurs qui ont fonctionné au sol. Le 14 mai 1961, le premier statoréacteur nucléaire au monde, le Tory-IIA, est assemblé sur un véhicule sur rails et est allumé quelques secondes. Le 1er juillet 1964, sept ans et six mois après le début du programme, le projet Pluton est annulé.

## Programmes soviétiques

### Désinformation au sujet d'un bombardier nucléaire soviétique
Le 1er décembre 1958, un numéro d'Aviation Week contient un article, « Soviets Flight Testing Nuclear Bomber » (Test soviétique d'un bombardier nucléaire), affirmant que les Soviétiques avaient fait de grandes avancées dans leur programme d'avion nucléaire. L'article était accompagné d'un éditorial sur ce sujet. Le magazine affirmait que cet avion existait sans aucun doute et que : « un bombardier à propulsion nucléaire a été testé en vol en URSS. Terminé il y a environ six mois, cet avion a volé dans la région de Moscou pendant au moins deux mois. Il a été observé en vol et au sol par un grand nombre d'observateurs étrangers, de pays communistes et non communistes. » L'article notait que contrairement aux avions américains à propulsion nucléaire, qui n'étaient qu'expérimentaux, « l'avion soviétique est le prototype d'un modèle qui effectuera des missions militaires comme système d'alerte volant et plateforme de lancement de missiles. »
Des photographies illustraient l'article avec des diagrammes techniques. Une entreprise a même produit un modèle réduit en plastique à partir de ces documents.
Des préoccupations ont rapidement été exprimées à Washington : « Les Russes sont en avance de trois à cinq ans sur les États-Unis dans le domaine des avions à propulsion nucléaire et ils prendront encore plus d'avance à moins que les États-Unis n'accélèrent leur propre programme, ».
En fait, cet article était une désinformation. Il a été révélé plus tard que l'avion des photos était un Miassichtchev M-50 conventionnel. Cet avion était considéré comme un échec et n'est jamais entré en service. Ses plans avaient été révélés au public soviétique en 1963 à Monino.

### Tupolev Tu-119
Le programme soviétique sur les avions à propulsion nucléaire a engendré le Tupolev Tu-119, aussi connu sous le nom de Tu-95LAL (LAL signifie en russe : « Летающая Атомная Лаборатория », Laboratoire volant nucléaire). Il est basé sur le bombardier Tupolev Tu-95. Il utilise quatre turbopropulseurs et un réacteur nucléaire embarqué. Le Tu-119 a effectué 34 vols de recherche, la plupart d'entre eux avec le réacteur éteint. Le but principal de ces vols était d'étudier l'efficacité du bouclier antiradiations, qui était la préoccupation principale des ingénieurs. Comme pour les États-Unis le projet n'a pas abouti à cause du potentiel des ICBM. Le programme a été annulé au milieu des années 1960.
D'autres projets n'ont pas dépassé la phase de conception,.